# Matko Miljevic
Matko Miljevic (Miami, 9 maggio 2001) è un calciatore statunitense con cittadinanza argentina, centrocampista o attaccante dell'Huracán.

## Biografia
Miljevic è nato a Miami, in Florida, dopo che i suoi genitori si erano trasferiti negli Stati Uniti a causa della crisi economica argentina. Ha origini croato-bosniache attraverso il nonno nato a Banja Luka ed emigrato in Argentina nel 1945. Miljevic ha iniziato le pratiche di richiesta del passaporto croato nel 2018.
Il 13 settembre 2023 riceve dalla UEFA una squalifica a tempo indeterminato, dopo aver preso parte ad alcuni campionati amatoriali sotto falso nome durante la sua permanenza al CF Montréal.

## Caratteristiche tecniche
Trequartista che può essere impiegato anche da ala, è dotato di un ottimo controllo palla e fa del dribbling il suo punto forte.

## Carriera
Inizia la carriera fra le giovanili del Boca Juniors per poi passare nel 2011 all'Argentinos Juniors. Dopo aver fatto tutta la trafila delle giovanili, dal 2018 ha iniziato ad essere convocato con frequenza in prima squadra.
Ha esordito fra i professionisti il 28 aprile 2019 disputando l'incontro di Copa de la Superliga vinto 1-0 contro il San Lorenzo. Il 31 ottobre seguente ha trovato anche la sua prima rete in carriera, decidendo la sfida di Primera División vinta 1-0 contro il Gimnasia (LP).
Il 16 gennaio 2025 viene acquistato dall'Huracán.

### Nazionale
Il 18 gennaio 2025 esordisce con gli Stati Uniti nell'amichevole vinta per 3-1 contro Venezuela realizzando un gol.

## Statistiche

### Presenze e reti nei club
Statistiche aggiornate al 19 maggio 2025.
| Stagione                  | Squadra                   | Campionato                | Campionato | Campionato | Coppe nazionali | Coppe nazionali | Coppe nazionali | Coppe continentali | Coppe continentali | Coppe continentali | Altre coppe | Altre coppe | Altre coppe | Totale | Totale | Totale |
| Stagione                  | Squadra                   | Comp                      | Pres       | Reti       | Comp            | Pres            | Reti            | Comp               | Pres               | Reti               | Comp        | Pres        | Reti        | Pres   | Reti   |        |
| ------------------------- | ------------------------- | ------------------------- | ---------- | ---------- | --------------- | --------------- | --------------- | ------------------ | ------------------ | ------------------ | ----------- | ----------- | ----------- | ------ | ------ | ------ |
| 2018-2019                 | Argentinos Juniors        | PD                        | 0          | 0          | CA+CdS          | 2+4             | 0               | CS                 | 2                  | 0                  | -           | -           | -           | 8      | 0      |        |
| 2019-2020                 | Argentinos Juniors        | PD                        | 6          | 1          | CA+CdS+CM       | 0               | 0               | CS                 | 1                  | 0                  | -           | -           | -           | 7      | 1      |        |
| 2021                      | Argentinos Juniors        | PD                        | 0          | 0          | CA+CdL          | 0               | 0               | CL                 | 0                  | 0                  | -           | -           | -           | 0      | 0      |        |
| Totale Argentinos Juniors | Totale Argentinos Juniors | Totale Argentinos Juniors | 6          | 1          |                 | 6               | 0               |                    | 3                  | 0                  |             | -           | -           | 15     | 1      |        |
| 2021                      | CF Montréal               | MLS                       | 5          | 1          | CC              | 2               | 1               | -                  | -                  | -                  | -           | -           | -           | 7      | 2      |        |
| 2022                      | CF Montréal               | MLS                       | 22         | 1          | CC              | 2               | 0               | CCL                | 4                  | 0                  | -           | -           | -           | 28     | 1      |        |
| 2023                      | CF Montréal               | MLS                       | 8          | 0          | CC              | 2               | 0               | -                  | -                  | -                  | LC          | 0           | 0           | 10     | 0      |        |
| Totale CF Montréal        | Totale CF Montréal        | Totale CF Montréal        | 35         | 2          |                 | 6               | 1               |                    | 4                  | 0                  |             | 0           | 0           | 45     | 3      |        |
| 2024                      | Newell's Old Boys         | PD                        | 18         | 2          | CA+CdL          | 2+4             | 0               | -                  | -                  | -                  | -           | -           | -           | 24     | 2      |        |
| 2025                      | Huracán                   | PD                        | 17         | 5          | CA              | 1               | 0               | CS                 | 4                  | 0                  | -           | -           | -           | 22     | 5      |        |
| Totale carriera           | Totale carriera           | Totale carriera           | 76         | 10         |                 | 19              | 1               |                    | 11                 | 0                  |             | 0           | 0           | 106    | 11     |        |

### Cronologia presenze e reti in nazionale
| Cronologia completa delle presenze e delle reti in nazionale ― Stati Uniti | Cronologia completa delle presenze e delle reti in nazionale ― Stati Uniti | Cronologia completa delle presenze e delle reti in nazionale ― Stati Uniti | Cronologia completa delle presenze e delle reti in nazionale ― Stati Uniti | Cronologia completa delle presenze e delle reti in nazionale ― Stati Uniti | Cronologia completa delle presenze e delle reti in nazionale ― Stati Uniti | Cronologia completa delle presenze e delle reti in nazionale ― Stati Uniti | Cronologia completa delle presenze e delle reti in nazionale ― Stati Uniti |
| Data                                                                       | Città                                                                      | In casa                                                                    | Risultato                                                                  | Ospiti                                                                     | Competizione                                                               | Reti                                                                       | Note                                                                       |
| -------------------------------------------------------------------------- | -------------------------------------------------------------------------- | -------------------------------------------------------------------------- | -------------------------------------------------------------------------- | -------------------------------------------------------------------------- | -------------------------------------------------------------------------- | -------------------------------------------------------------------------- | -------------------------------------------------------------------------- |
| 18-1-2025                                                                  | Fort Lauderdale                                                            | Stati Uniti                                                                | 3 – 1                                                                      | Venezuela                                                                  | Amichevole                                                                 | 1                                                                          | 65’                                                                        |
| 23-1-2025                                                                  | Orlando                                                                    | Stati Uniti                                                                | 3 – 0                                                                      | Costa Rica                                                                 | Amichevole                                                                 | -                                                                          | 46’ 72’                                                                    |
| Totale                                                                     |                                                                            | Presenze                                                                   | 2                                                                          |                                                                            | Reti                                                                       | 1                                                                          |                                                                            |

## Palmarès
- Canadian Championship: 1

CF Montréal: 2021